# 建瑞县
建瑞县（越南语：／）是越南海防市下辖的一个县，位于海防市东南。总面积102.56平方千米，2019年总人口152850人。

## 地理
建瑞县北和东接阳京郡、涂山郡和北部湾，南接先朗县，西接建安郡和安老县。

## 历史
阮朝时，建瑞县原名宜阳县，隶属海阳省建瑞府管辖。
同庆二年（1887年）十一月，阮朝朝廷增设海阳海防衙，建瑞府宜阳县划归海防衙管辖。
成泰五年（1893年）七月，海防衙正式改设为海防省。
成泰十年（1898年）正月，海防省省莅自海防市迁至安老县扶辇社，改省名为扶辇省。成泰十八年（1906年）正月，扶辇省取建瑞府和安阳县首字，改名为建安省。
1948年3月25日，北越政府改府为县，建瑞府宜阳县更名为建瑞县。
1962年10月27日，建安省整体并入海防市。建瑞县随之划归海防市管辖。
1963年3月14日，以涂山区域和万山社、玉海社2社析置涂山市社。
1966年4月7日，旁罗社划归涂山市社管辖。
1969年4月4日，安老县和建瑞县合并为安瑞县。
1980年3月5日，安瑞县以原建瑞县秀山社、大合社、端舍社、合德社、和义社、英勇社、明新社、新丰社、东芳社、大同社、兴道社、多福社、五端社、大河社、新潮社、瑞香社、建国社、五福社、清山社、有朋社、顺天社21社和涂山市社合并为涂山县。
1987年2月14日，明新社和清山社析置对山市镇。
1988年4月23日，在14路新经济区设立海城社、新城社2社。
1988年6月6日，涂山县以涂山市镇和旁罗社1市镇1社析置涂山市社，并更名为建瑞县；建瑞县下辖对山市镇、英勇社、多福社、大河社、大同社、大合社、端舍社、东芳社、海城社、和义社、合德社、兴道社、有朋社、建国社、明新社、五福社、五端社、新丰社、新潮社、新城社、秀山社、清山社、顺天社、瑞香社1市镇23社。
2004年1月10日，建国社析置游澧社。
2007年9月12日，以英勇社、兴道社、多福社、和义社、海城社和新城社6社析置阳京郡；以合德社和涂山市社合并为涂山郡。
2024年10月24日，越南国会常务委员会通过决议，自2025年1月1日起，大河社、瑞香社和五端社合并为建兴社。

## 行政区划
建瑞县下辖1市镇15社，县莅对山市镇。
- 对山市镇（Thị trấn Núi Đối）
- 游澧社（Xã Du Lễ）
- 大同社（Xã Đại Đồng）
- 大合社（Xã Đại Hợp）
- 端舍社（Xã Đoàn Xá）
- 东芳社（Xã Đông Phương）
- 有朋社（Xã Hữu Bằng）
- 建兴社（Xã Kiến Hưng）
- 建国社（Xã Kiến Quốc）
- 明新社（Xã Minh Tân）
- 五福社（Xã Ngũ Phúc）
- 新丰社（Xã Tân Phong）
- 新潮社（Xã Tân Trào）
- 清山社（Xã Thanh Sơn）
- 顺天社（Xã Thuận Thiên）
- 秀山社（Xã Tú Sơn）